# Брестский мир. Победы и поражения советской дипломатии
«Брестский мир. Победы и поражения советской дипломатии» (англ. Brest-Litovsk: The Forgotten Peace March 1918) — «влиятельная» книга о заключении Брестского мира, написанный профессором истории Джоном Уилер-Беннетом в 1938 году — после прямого общения автора с рядом ключевых участников конференции в Брест-Литовске: включая Троцкого, Кульмана и Радека.

## Издания
- Wheeler-Bennet J. W. The Forgotten Peace: Brest-Litovsk, March 1918. — London: Macmillan, 1938. — 478 с.
- Уилер-Беннет Д. Брестский мир. Победы и поражения советской дипломатии = Brest-Litovsk: The Forgotten Peace March 1918 / пер. с англ. С. К. Меркулова. — М.: Центрполиграф, 2009. — 416 с. — 3000 экз. — ISBN 978-5-9524-4288-7.